# Noel Hogan
Noel Anthony Hogan (ur. 25 grudnia 1971 w Limerick) – irlandzki muzyk, gitarzysta grupy The Cranberries.

## Życiorys
Po zakończeniu współpracy z The Cranberries stworzył solowy projekt Mono Band, w który zaangażowali się m.in. muzycy The Cranberries: Mike Hogan i Fergal Lawler. Jest to muzyka z subtelnymi elektronicznymi dotknięciami i wieloma artystami użyczającymi swój głos na potrzeby stworzenia nowych piosenek. Pierwszym krokiem w nowym kierunku było też przygotowanie dwóch utworów z programistą Mattem Vaughanem. Większość albumu została wyprodukowana przez Noela, jednak produkcję wokali przekazał Stephenowi Streetowi, który zajmował się wcześniej albumami The Cranberries.
W 2005 ukazał się jedyny album projektu Mono Band. Po nagraniu albumu Noel Hogan zdecydował się na współpracę z Richardem Waltersem, który był jednym ze współpracowników grających w Mono Band i w 2007 powstał duet Arkitekt. Dyskografię duetu stanowią dwa single: 14 Days i The Black Hair EP.
Gdy The Cranberries ogłosili reaktywacje Noel Hogan odłożył swój solowy projekt na rzecz trasy koncertowej i nowego albumu The Cranberries.
Obecnie rozważa wydanie swojego solowego albumu i sugeruje możliwość nagrania siódmego albumu z The Cranberries, w wywiadzie powiedział, że od 2012 wrócił do pisania.